# Allium pseudoalbidum
Allium pseudoalbidum är en amaryllisväxtart som beskrevs av Nikolai Walterowich Friesen och Neriman Özhatay. Allium pseudoalbidum ingår i släktet lökar, och familjen amaryllisväxter.
Artens utbredningsområde är Turkiet. Inga underarter finns listade i Catalogue of Life.